# Helvetet vid Verdun
Helvetet vid Verdun (franska: Verdun, visions d'histoire) är en fransk dramadokumentärfilm från 1928 i regi av Léon Poirier. Den skildrar slaget vid Verdun, i första hand genom att återskapa slaget på plats, men också genom klipp från journalfilmer och dramatiserade episoder. De flesta som syns i filmen är verkliga franska och tyska veteraner från första världskriget, inklusive Philippe Pétain som spelar sig själv. Filmen har ett pacifistiskt buskap.

## Medverkande
- Albert Préjean som den franske soldaten
- Jeanne Marie-Laurent som modern
- Suzanne Bianchetti som hustrun
- Hans Brausewetter som den tyske soldaten
- Thomy Bourdelle som den tyske officeren
- Pierre Nay som pojken
- Maurice Schutz som den kejserlige marskalken
- Antonin Artaud som den intellektuelle
- Daniel Mendaille som maken
- Philippe Pétain som Philippe Pétain

## Visningar
Filmen hade världspremiär den 8 november 1928 med en visning på L'Opéra Garnier. Närvarade gjorde Frankrikes president och Tysklands ambassadör och en orkester framförde originalmusik skriven av André Petiot. Sverigepremiären ägde rum den 23 oktober 1930. År 1931 klippte Poirier fram en nedkortad version och lade till ett ljudspår. Denna version visades sedan på bio under titeln Verdun, souvenirs d'histoire. De flesta kopiorna av filmen gick förlorade under andra världskriget. En välbehållen kopia återfanns i Moskva 50 år senare och restaurerades 2006 av Cinémathèque de Toulouse.